# Річкова брама

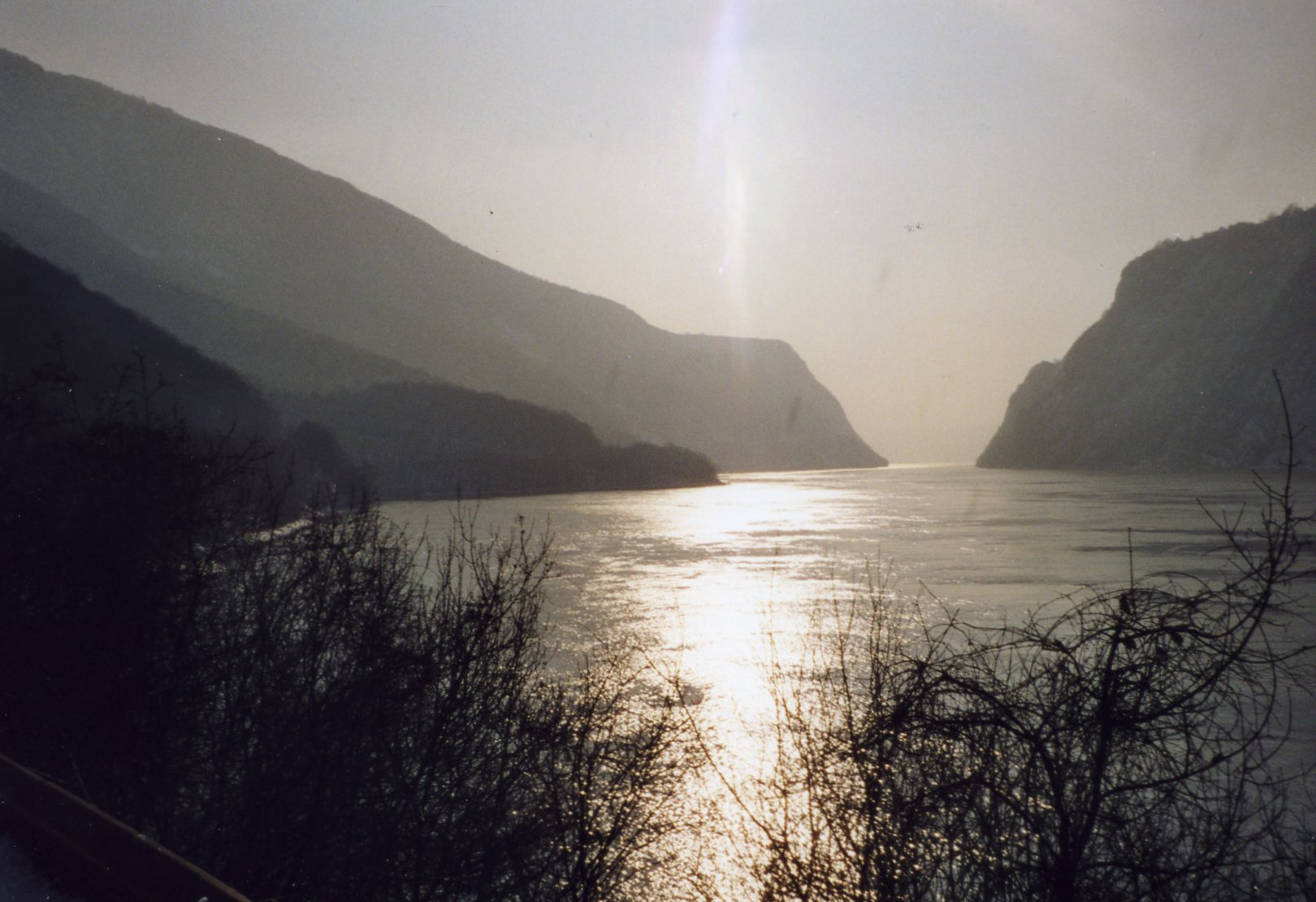
Залізна брама (Дунай)

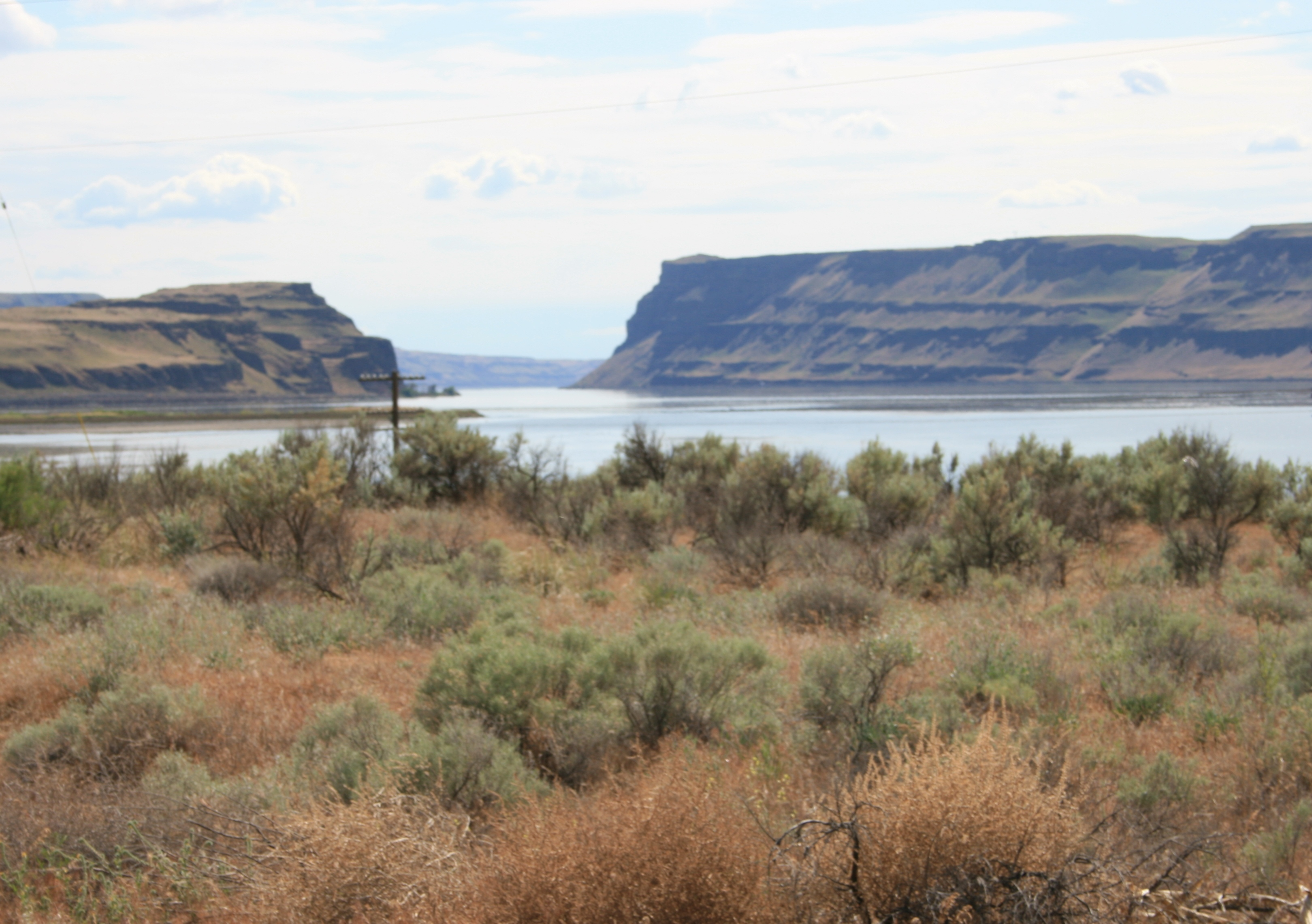
Брама Воллула

Річкова брама, річкові ворота — прохід, яким перетинає водяний потік гірський хребет. Проходи, які більше не перетинають водні потоки, має назву вітрова брама. Річкові та вітрові брами часто використовують для автомобільного та залізничного транспорту для перетину гірського хребта.

## Геологія

### Антецедентна річкова брама
Антецедентна річкова брама — долини річок, річища яких вже були утворені до початку здіймання гірського хребта. Поряд з тектонічним підйомом, річка врізалася у гори що здіймаються замість того, щоб зміщувати своє річище. Рейнська ущелина — антецедентна річкова брама.

### Епігенетична річкова брама
Епігенетична річкова брама — долини, які виникли через ерозію м'яких порід . Через глибоку ерозію, яка характеризує поглиблення річища, річка змогла вирізати і сформувати себе у гірському хребті долину.

### Проривна річкова брама
Утворена, коли вода накопичується за природно відкладеною бутовою масою і з часом переливається у найнижчій точці. Через високий градієнт цей перелив поглиблюється ерозією, що осушує водойму. Файний приклад майбутньої брами — при руйнації Усойського завалу .

## Приклади

### Дунай
- Дунайська брама біля Беурона[de] у природному парку Верхів'я Дунаю, де молода річка прорізала юрські скелі Швабського Альба
- Дунайська брама біля Вельтенбурга[de], долина глибиною 180 м із крутими скелястими берегами
- Нойбурзький ліс[de]
- Річкова брама через Чеський масив між Пассау та Мюльфіртель, що відокремлює Заувальд[en] від решти Богемського лісу
- Вахау у Нижній Австрії (від абатства Мелька до Кремса)
- Віденська брама[de] у Клостернойбурзі
- Дунайська лука[en] нижче Естергома (на північ від Будапешта) та
- Залізна Брама через Південні Карпати між Сербією та Румунією.

### Інші річки Центральної Європи
- Зона долини Ельби: прорив Ельби через Ельбські пісковикові гори у Саксонській Швейцарії
- Гезойзе: Альпійська річкова брама середньої течії Енсу
- Долина Середнього Рейну: річкова брама Рейну через Рейнські Сланцеві гори
- Порта-Гассіака[de]: річкова брама Едеру[en] через Бунтзандштайн● на рівнину Вабернера
- Порта-Вестфаліка[de]: річкова брама Везера через гори Юра
- Брама Швальму[de]: річкова брама Швальму[en] через Бунтзандштайн
- Тюрингіанська брама[de]: річкова брама Унструта[en] через Шмюкке[de]
- Віпперська брама[de]: річкова брама Віппера через Гайнлайте[en]
- Юра: річкова брама Ааре

## Інші
- Ґандакі у Непалі, найглибша річкова брама у світі, між восьмитисячниками Дхаулагірі та Аннапурною
- Три ущелини річки[en] Янцзи, Китай
- Долина Вагу поблизу Стречно (Мала Фатра, Словаччина)
- Ротер-Турм[de] у середній течії Олт, Румунія
- Делаверська брама[en], річка Делавер у горах Аппалачі на межі американських штатами Нью-Джерсі та Пенсільванія.
- Ущелина Манавату[en] на північному острові Нової Зеландії
- Ущелина Іскар[en] у Болгарії